# Karosa B 831
Karosa B 831 – autobus miejski wyprodukowany w trzech egzemplarzach przez czechosłowackie zakłady Karosa Vysoké Mýto w latach 1987–1989. Miał być następcą modelu Karosa B 731 i, wraz z trolejbusem Škoda 17Tr, stanowić część nowej, ujednoliconej serii pojazdów miejskiego transportu publicznego. Zachował się tylko jeden egzemplarz B 831, który jest eksponatem Muzeum Techniki w Brnie.

## Konstrukcja
Jest to dwuosiowy autobus miejski z tylną osią napędową. Nadwozie, bazujące na serii 700, było konstrukcją półsamonośną panelową. Podstawowy szkielet został skręcony śrubami, a okładzina z blachy stalowej została do niego przynitowana. Dach został podniesiony, ponieważ autobusy wyposażono w zewnętrzny system informacji pasażerskiej (przewijany film). Wejście do pojazdu zapewniało troje dwuskrzydłowych odskokowych drzwi sterowanych elektropneumatycznie. Podłoga wewnętrzna została wykonana ze sklejki wodoodpornej pokrytej wykładziną podłogową (gładka pod siedzeniami, w innych miejscach rowkowana). Wysokość podłogi wynosiła 720 mm nad nawierzchnią drogową, a z tyłu wznosiła się w formie pochylonej rampy do wysokości 890 mm. Wewnętrzne okładziny ścian bocznych i sufitu wykonano z płyt pilśniowych z wykończeniem tekstylnym. Siedzenia pasażerów (w produkcji seryjnej miały być tapicerowane, ale funkcjonalny model autobusu otrzymał siedzenia ze skóry ekologicznej z serii 700) rozmieszczono w układzie 2+2. Naprzeciwko drugich drzwi znajdowało się miejsce na wózek dziecięcy lub inwalidzki. Kabina kierowcy była półzamknięta, a w ramach produkcji seryjnej dla Związku Radzieckiego planowano montaż kabiny zamkniętej.
Ramę podwozia o konstrukcji kratownicowej zespawano z zamkniętych profili stalowych. Konstrukcja osi bazowała na serii 700, ale została zmodyfikowana. Tylną oś napędową stanowiła sztywna węgierska oś Rába A 007.25, przednia zaś posiadała koła niezależnie zawieszone na wahaczach trapezowych. Napęd zapewniał silnik wysokoprężny LIAZ ML 636 M1.2B o mocy 152 kW, umieszczony z tyłu pojazdu, a skrzynia biegów była automatyczna typu Praga 4AB 120.

## Rozwój, produkcja i eksploatacja

### Rozwój pojazdów zunifikowanych

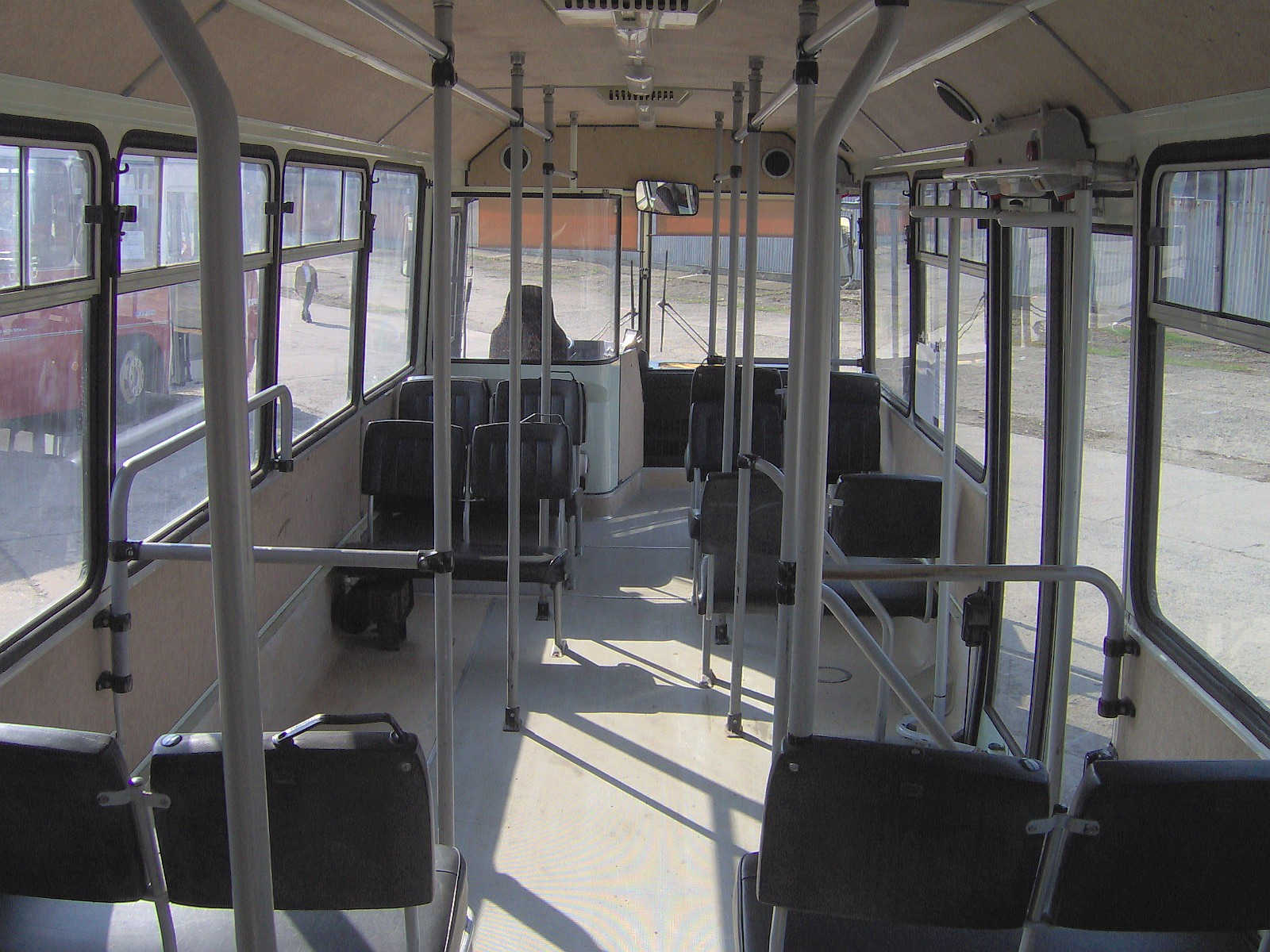
Wnętrze autobusu B 831

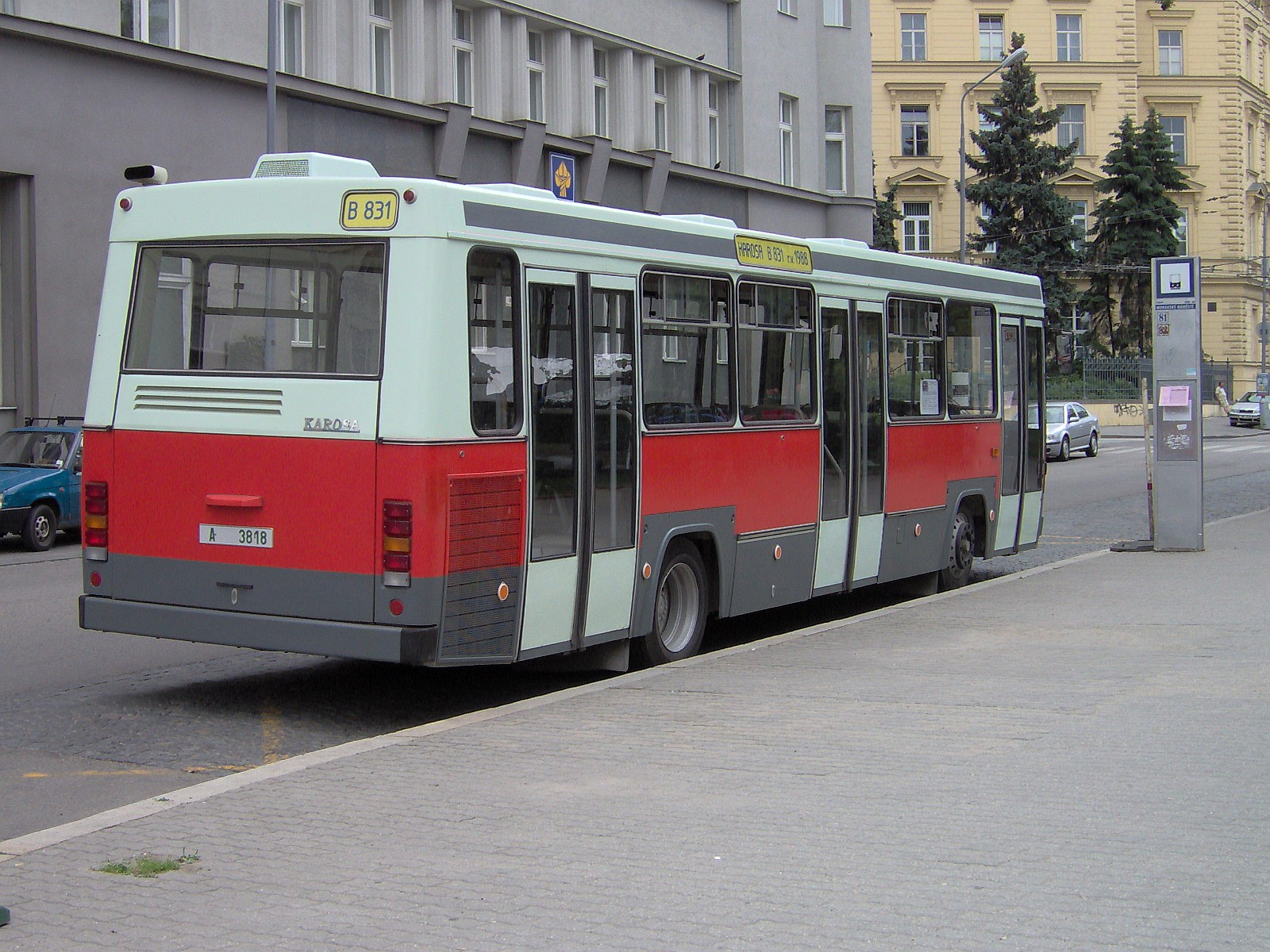
Karosa B 831 na Placu Morawskim w Brnie

W czasie, gdy rozpoczynano seryjną produkcję trolejbusów Škoda 14Tr, rozporządzeniem rządu nr 205/81 z dnia 20 sierpnia 1981 r. (które przewidywało m.in. budowę nowych systemów trolejbusowych w maksymalnie 40 miastach Czechosłowacji w ciągu 10 lat) firma Škoda Ostrov otrzymała zlecenie opracowania studium rozwoju i wdrożenia nowych pojazdów transportu publicznego w postaci trolejbusu solo, trolejbusu przegubowego, duobusu solo, autobusu solo i autobusu przegubowego. Koncepcyjnie miały to być nowe pojazdy z maksymalną wysokością podłogi 750 mm nad nawierzchnią drogową, które miały mieć dłuższą żywotność, niższe zużycie paliwa, niższy poziom hałasu itp. Pierwsze dowody na kontakt Škody z Karosą w sprawie tego badania pochodzą z 3 lipca 1982 r. i chociaż Karosa początkowo odmówiła współpracy z powodu braku mocy produkcyjnej, pierwsze rysunki koncepcyjne pojazdów zunifikowanej serii zostały przygotowane w Vysokim Mýcie w latach 1982 i 1983. 9 marca 1984 r. Karosa podpisała umowę ze Škodą Ostrov „o współpracy w przygotowaniu studium techniczno-ekonomicznego w celu zapewnienia rozwoju, przyjęcia i wdrożenia zunifikowanej serii autobusów miejskich i trolejbusów w wersji solo i przegubowej”, a Karosa stała się koordynatorem prac, wbrew rozporządzeniu rządowemu nr 205/81. 8 listopada 1984 r. Prezydium Rządu Czechosłowacji wydało rezolucję nr 209 „w sprawie zabezpieczenia rozwoju i produkcji zunifikowanej serii trolejbusów i autobusów, w tym przegubowych, w ramach 8. i 9. planu pięcioletniego”, w której zatwierdziło przedstawioną koncepcję unifikacji i ustaliło, że w 1993 r. Škoda powinna wyprodukować 900 zunifikowanych trolejbusów (zarówno jednoczłonowych, jak i przegubowych), a Karosa 4000 zunifikowanych autobusów (w tym 600 przegubowych; dalsza produkcja miała obejmować nadwozia do tych 900 trolejbusów). Jednak tak duża liczba wyprodukowanych pojazdów oznaczała już konieczność dalszych inwestycji w zakłady produkcyjne. Studium nad zunifikowaną serią, w tym zabezpieczenie jej produkcji, miało zostać ukończone do czerwca 1985.
Badania faktycznie przeprowadzono w latach 1984 i 1985, a w ich ramach zaprojektowano m.in. autobusy komunikacji miejskiej typu C 833 (solo) i C 843 (przegubowy) czy dwuczłonowy trolejbus Škoda 19Tr. Określono wysokość podłogi – dla trolejbusów wynosiła ona 750 mm nad nawierzchnią drogową, dla autobusów 720 mm i 890 mm w tylnej części pojazdu. Ponadto, projekt techniczny pojazdów został opracowany przez głównego projektanta Karosy, rzeźbiarza Zdenka Rosáka, a projektantem nadwozia był Ladislav Klimeš. Studium techniczno-ekonomiczne zostało zatwierdzone w połowie 1985 r., a na jego podstawie, 13 lutego 1986 r., rząd Czechosłowacji wydał rozporządzenie nr 22 zatwierdzające obowiązujący plan inwestycyjny dla zadania „Rozwój i produkcja ujednoliconej linii trolejbusów i autobusów, w tym przegubowych”. Całkowite koszty oszacowano na 1,039 mld CZK, z czego 391,7 mln CZK miały stanowić koszty rozbudowy zakładów produkcyjnych w Ostrovie i Vysokim Mýcie. Produkcja seryjna miała się rozpocząć w 1993 r., a roczna produkcja miała wynieść 4000 autobusów (w tym 600 przegubowych) i 760 trolejbusów (w tym 200 przegubowych).

### Produkcja autobusów B 831
W ramach zadania „Badania” (od 1 stycznia 1986 r. do 30 czerwca 1988 r.) miały zostać zbudowane trzy egzemplarze zunifikowanego pojazdu (w tym jeden trolejbus); to zadanie zrealizowano. W drugiej połowie 1987 r. wyprodukowano pierwszy egzemplarz autobusu. Był to jedynie nieruchomy szkielet, który posłużył do badań tensometrycznych wytrzymałości podwozia i nadwozia, przeprowadzonych w instytucie badawczym Škody w Pilźnie-Bolevcu. Drugi egzemplarz autobusu Karosa B 831 (oznaczenie wewnętrzne B2U, dokładne oznaczenie typu B 831.1650) został ukończony w marcu 1988 i w tym przypadku był to już kompletny pojazd. Został on przetestowany: sprawdzono jego wymiary, masę, działanie prędkościomierza, właściwości geometryczne itp. Autobus przeszedł jazdy próbne ze sprawdzeniem zużycia paliwa, właściwości eksploatacyjnych (nachylenie, hałas, prędkość maksymalna itp.). Jedyny egzemplarz trolejbusu Škoda 17Tr wyprodukowano także w 1988 r.
Po zadaniu „Badania” miało nastąpić zadanie „Rozwój” (od 1 stycznia 1988 r. do 31 grudnia 1990 r.), w ramach którego miały powstać  prototypy pojazdów zunifikowanej serii. W 1988 r. miały to być prototypy pojedynczego autobusu miejskiego (3 wozy B 831) i pojedynczego trolejbusu (3 wozy 17Tr), rok później miały zostać wyprodukowane 2 prototypy pojedynczego autobusu lokalnego (C 833), przegubowego autobusu miejskiego (B 841) i przegubowego autobusu lokalnego (C 843; łącznie sześć pojazdów) oraz 2 prototypy przegubowego trolejbusu (18Tr). Produkcja prototypów opóźniła się i dopiero w 1989 r. wyprodukowano pojedynczy prototyp autobusu B 831 (oznaczony wewnętrznie jako B3U) oraz dwa nadwozia prototypów trolejbusów 17Tr. Autobus B3U został ukończony w kwietniu tego roku, różnił się on od modelu operacyjnego drobnymi modyfikacjami w osłonie chłodnicy, innymi panoramicznymi szybami przednimi z Finlandii oraz tapicerowanymi siedzeniami z Niemiec Zachodnich. Ponieważ firma Praga nie dostarczyła na czas niezbędnej automatycznej skrzyni biegów, pojazd nie mógł przejść jazd próbnych. Przeszedł testy tensometryczne 31 grudnia 1989 r., w czasie, gdy projekt unifikowanego pojazdu został praktycznie wstrzymany.
Wyprodukowane pojazdy były kilkakrotnie prezentowane publicznie, funkcjonalny egzemplarz trolejbusu 17Tr i autobusu B2U uczestniczył w oficjalnej prezentacji w Pradze 12 września 1989 r., w tym samym miesiącu jeden z autobusów był eksponowany podczas obchodów 120-lecia komunikacji miejskiej w Brnie.

### Koniec projektu pojazdów zunifikowanych
Pomimo opóźnienia w produkcji prototypów, Karosa wciąż miała czas, aby ukończyć cały projekt wiosną 1989. Jednak już wtedy ogłosiła, że ze względu na ograniczone moce produkcyjne (wówczas masowo produkowała pojazdy serii 700) nie będzie w stanie dostarczać nadwozi do Škody Ostrov, ponieważ obiecane państwowe inwestycje w rozbudowę zakładów produkcyjnych nie zostały zrealizowane z powodu prowadzonego śledztwa. Ponadto, ankieta wśród przewoźników wykazała, że zainteresowanie lokalnymi autobusami C 833 i C 843, które miały stanowić większość produkcji, będzie minimalne, dlatego w maju 1989 r. Karosa wnioskowała o usunięcie tych typów z zadania „Rozwój”. Najwyraźniej z tych powodów, 2 czerwca tego samego roku kierownictwo Karosy podjęło decyzję o niewprowadzaniu do masowej produkcji nowej, zunifikowanej serii 800. 1 stycznia 1990 r. rząd zakończył finansowanie projektu zunifikowanej serii pojazdów z powodu braku środków, o czym czechosłowackie Ministerstwo Metalurgii, Budowy Maszyn i Elektrotechniki poinformowało Karosę 31 stycznia 1990 r. Cały projekt ostatecznie zakończono w połowie 1990 r. po przygotowaniu studium innego rozwiązania.

### Losy wyprodukowanych pojazdów

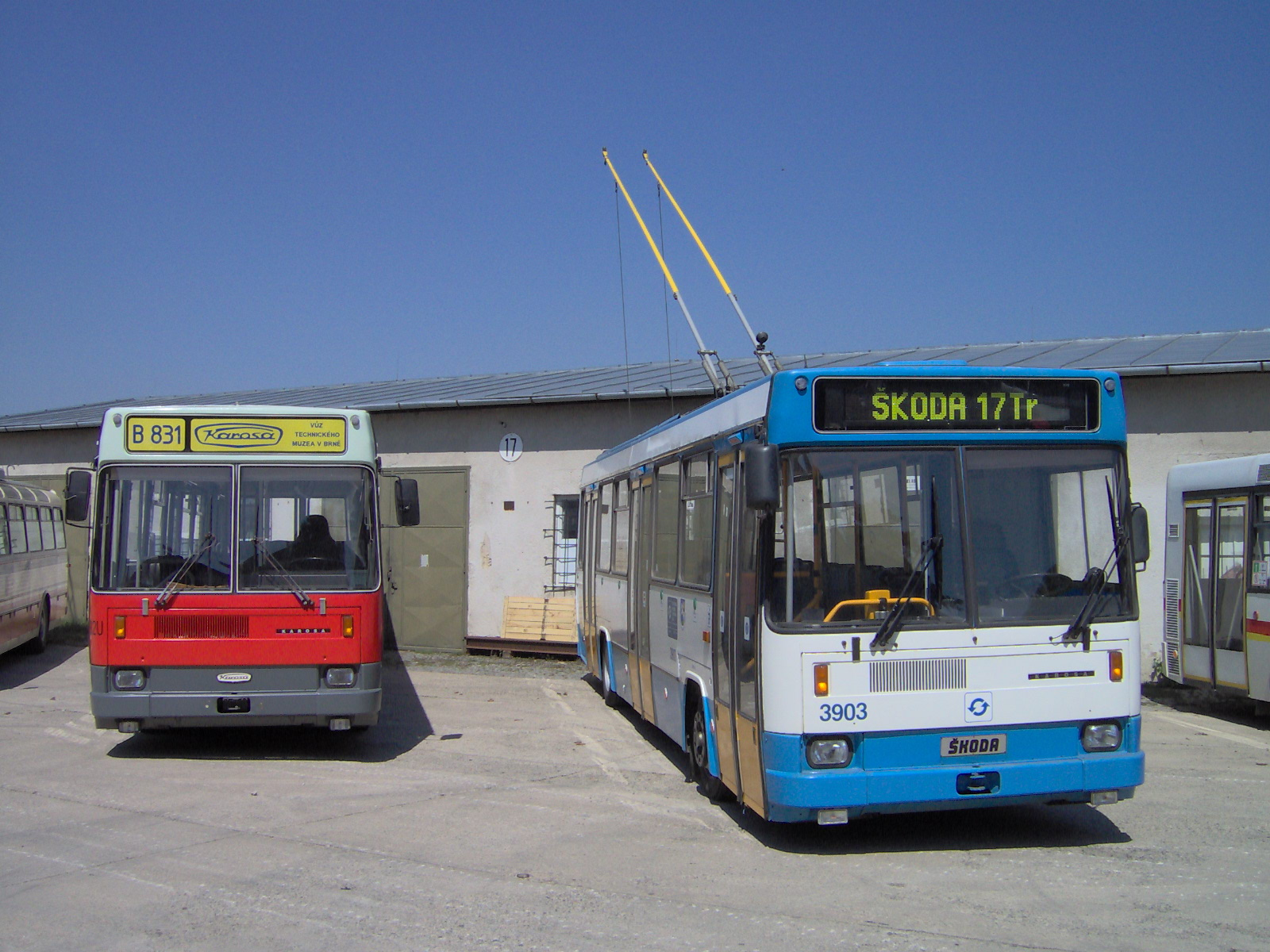
Zunifikowane pojazdy jako eksponaty historyczne Muzeum Techniki w Brnie: autobus Karosa B 831 i trolejbus Škoda 17Tr

Pierwszy funkcjonalny model autobusu B 831 (zbudowany w 1987 r.) w formie nieruchomego szkieletu został złomowany po testach przeprowadzonych w Pilznie-Bolevecu pod koniec lat 80.
Drugi funkcjonalny egzemplarz, oznaczony jako B2U (wyprodukowany w 1988 r.), był używany przez Karosę jako pojazd serwisowy (warsztatowy) do napraw gwarancyjnych po zakończeniu projektu serii zunifikowanych pojazdów. W pojeździe wymieniono zawodną skrzynię biegów Praga na trzybiegową ZF 5HP500. 28 września 1995 r., po przejechaniu 77 006 kilometrów, został on przekazany bezpłatnie wraz z prototypem B3U Muzeum Techniki w Brnie (TMB), które włączyło go do swojej kolekcji pojazdów komunikacji miejskiej. Znajduje się tam do dziś (w 2007 r. dołączono do niego jeden z trzech wyprodukowanych zunifikowanych trolejbusów Škoda 17Tr).
Prototyp autobusu o oznaczeniu B3U (zbudowany w 1989 r.), pomimo odwołania projektu jazd próbnych (w tym jazdy w Pilznie i Choceniu ze sztucznym obciążeniem), a także zdał testy na poligonie Tatry w Kopřivnicy. Następnie, podobnie jak B2U, był używany jako pojazd służbowy Karosa, ale ze względu na zawodną skrzynię biegów, która nie została wymieniona, był używany znacznie rzadziej. W 1995 r. został zaoferowany Muzeum Techniki w Brnie, które ostatecznie wynegocjowało przejęcie obu istniejących pojazdów. Przejęcie nastąpiło 28 września 1995 r. (przy całkowitym przebiegu 21 928 km), po opuszczeniu terenu Karosy wystąpiła awaria układu paliwowego i autobus musiał zostać odholowany do Brna. TMB wykorzystało go jako źródło części zamiennych do muzealnego B2U, a w 1997 r. sprzedało go firmie Dopravní podnik Ostrava, która wprowadziła do eksploatacji wszystkie trzy wyprodukowane trolejbusy 17Tr w drugiej połowie lat 90. XX wieku. Autobus został przetransportowany do Ostrawy 25 lipca 1997 r., gdzie zaparkowano go w zajezdni trolejbusowej i wykorzystywano jako źródło części zamiennych do trolejbusów Škoda 17Tr. Został zezłomowany jesienią 2004 r.